# Stenocrepis chalcas
Stenocrepis chalcas är en skalbaggsart som beskrevs av Bates. Stenocrepis chalcas ingår i släktet Stenocrepis och familjen jordlöpare. Inga underarter finns listade i Catalogue of Life.